# Jeong Ji-hyeon
Jeong Ji-hyeon (kor. 정 지현; ur. 26 marca 1983) – południowokoreański zapaśnik w stylu klasycznym. Trzykrotny olimpijczyk. Złoty medalista z Aten 2004, dziewiąty w Pekinie 2008 i ósmy w Londynie 2012 (kategoria 60 kg).
Trzykrotny uczestnik mistrzostw świata, zdobył dwa brązowe medale w 2007 i 2010. Pierwszy na igrzyskach azjatyckich w 2014,drugi w 2010 i szósty w 2002. Złoty medal na mistrzostwach Azji 2004, 2006, 2014 i brązowy w 2007. Pierwszy w Pucharze Świata w 2011; drugi w 2012; czwarty w 2008; piąty w 2006 i szósty w 2014. Srebro uniwersjadzie w 2005 roku.